# Bruna Colombetti
Bruna Giulia Colombetti-Peroncini (* 27. Januar 1936 in Mailand; † 26. Juli 2008 ebenda) war eine italienische Florettfechterin.

## Erfolge
Bruna Colombetti erzielte sämtliche internationalen Erfolge mit der Mannschaft. Bei Weltmeisterschaften gewann sie mit dieser zwischen 1955 und 1965 vier Bronzemedaillen, sowie 1954 in Luxemburg Silber. 1957 in Paris wurde sie mit der Mannschaft Weltmeisterin. Im Einzel wurde sie darüber hinaus 1955 Vizeweltmeisterin. Colombetti nahm an vier Olympischen Spielen teil. 1956 in Melbourne belegte sie den achten Rang. Bei den Olympischen Spielen 1960 in Rom verlor sie mit der Mannschaft das Halbfinale gegen Ungarn mit 3:9 verloren, im Anschluss gewann die italienische Equipe aber gegen Deutschland das Gefecht um den dritten Platz. Gemeinsam mit Irene Camber, Claudia Pasini, Velleda Cesari und Antonella Ragno-Lonzi erhielt sie damit die Bronzemedaille. Im Einzel schied sie in der Viertelfinalrunde aus. 1964 in Tokio verpasste sie im Mannschaftswettbewerb als Vierte knapp einen weiteren Medaillengewinn. Die Einzelkonkurrenz schloss sie auf dem siebten Rang ab. Die Olympischen Spiele 1968 in Mexiko-Stadt beendete Colombetti auf Rang 13 im Einzel und Rang sechs in der Mannschaftskonkurrenz.